# Libische dinar
De dinar is de munteenheid van Libië. Eén dinar is duizend dirham.
De volgende munten worden gebruikt: 5, 10, 20, 50, 100, 250 en 500 dirham. Het papiergeld is beschikbaar in 1, 5, 10, 20 en 50 dinar.

## Geschiedenis
In Libië werden onder de heerschappij van het Perzische Rijk de eerste zilveren munten in Afrika ingevoerd in de 6e eeuw voor Christus. Dan volgden opeenvolgend munten van de Egyptische Ptolemaeus en Romeinse munten. Na de verovering door de islam in de 7e eeuw werden islamitische munten ingevoerd. Vanaf de 13e eeuw tot de 15e eeuw werden lokale islamitische Libische munten uitgegeven onder de Hafsiden-heersers. Na de opname in het Ottomaanse Rijk in de jaren vijftig van de 16e eeuw werden er munten naar Ottomaans voorbeeld gevoerd, de Ottomaanse piaster en de Ottomaanse lire. Dan vanaf 1836 tot 1911 werden Egyptische munten (Egyptisch pond) als betaalmiddel gebruikt. Per 1911, toen Libië door Italië werd bezet, werd de Italiaanse lire officieel betaalmiddel. Omdat Libië in de jaren veertig was opgedeeld werden Britse-militaire-autoriteit-lire (BMA), het Egyptisch pond (EGP) en de Algerijnse frank (EZG) naast elkaar gebruikt. Na de onafhankelijkheid werd het Libisch pond ingevoerd in een verhouding van 1:1 tot het pond sterling. Deze munteenheid werd weer 1:1 vervangen door de Libische dinar in 1971.